# Círculo de Tenenku
Ténenkou es una subdivisión administrativa (cercle o círculo) de la región de Mopti, en Malí. En abril de 2009 tenía una población censada de 162 964 habitantes y estaba formada por las siguientes comunas o municipios, que se muestran igualmente con población de abril de 2009:
- Diafarabé 14,907
- Diaka 19,480
- Diondiori 20,492
- Karéri27,803
- Ouro Ardo 10,341
- Ouro Guiré 8,142
- Sougoulbé 9,255
- Ténenkou 11,274
- Togoré-Coumbé 27,575
- Togoro Kotia 13,655[1]